# Felipe de Hita y Morros
Felipe de Hita y Morros (Barcelona, 1854-¿El Prat de Llobregat, 1893?) fue un escritor español.

## Biografía
Nació en Barcelona en 1854, hijo del médico de origen murciano Felipe Hita Pérez. En la Universidad literaria de su ciudad natal cursó la carrera superior del notariado. Fue socio de honor de la Asociación taquigráfica de Madrid y ejerció los cargos de vicepresidente y secretario de la Academia de Taquigrafía de Barcelona. Hacia la década de 1890 era secretario general de la sociedad regionalista de Barcelona «Lliga de Cataluña», habiéndolo sido también de la ponencia que redactó el mensaje que aquella asociación presentó a la reina regente en mayo de 1888, cuando visitó Barcelona con motivo de la Exposición Universal.
Técnico agrónomo, fue autor de obras como La agricultura en lo Plá de Llobregat (1888) y y Lo sanejament del baix Llobregat (1890). Fue colaborador de La Renaixensa, en la que publicó una colección de artículos políticos, económicos y sociales. También mandó algunos trabajos a los periódicos catalanes L'arch de S. Marti y Lo Somatent y redactó dos monografías sobre Lo Monastir de San Cugat del Vallès y Lo Castell d'Aramprunya, además de escribir la novela de costumbres catalanas titulada Llavor del camp.  Habría fallecido en 1893 en El Prat de Llobregat.